# Оркестрација
Реч оркестрација или инструментацијаима три значења:
1. Композициони поступак у коме музичар - оркестратор (најчешће је то композитор) оркестрира неку композицију, "облачећи" је у најлепше колоритне хаљине богатих звукова музичких инструмената. Он то чини по законима оркестрације. Сваки композитор мора добро да познаје оркестрацију.
- Музичар који аранжира неку композицију за мањи музички састав зове се аранжер, а поступак уређивања - аранжирање.

2. Музички предмет који се изучава на музичком факултету или музичкој академији.
3. Наука о распореду, удвајању и употреби музичких инструмената за потребе оркестрације.

## Шта оркестратор мора да познаје
Оркестратор унутрашњим слухом и визијом "чује и види" како ће оно што оркестрира звучати. Да би то постигао, оркестратор мора добро да познаје:
1. Звучне карактеристике и особине музичких инструмената.
2. Звучни распон сваког музичког инструмента.
3. Боје свих музичких инструмената и регистре у којима најбоље звуче.
4. Техничке и колоритне могућности сваког музичког инструмента.
5. Који инструменти су погодни за међусобно удвајање.
6. Музичку ортографију – знање о транцпозицијама, кључевима и другим специфичностима нотације за сваки инструмент понаособ.

## Најпознатији оркестратори
Најчувенији оркестратори су уједно и познати композитори у историји музике, као што су:
Бриљантни оркестратори су, између осталих, били Рихард Штраус, Морис Равел, Хектор Берлиоз и Римски-Корсаков. Римски-Корсаков је написао сјајан уџбеник оркестрације који је и данас у употреби.